# Konstnär

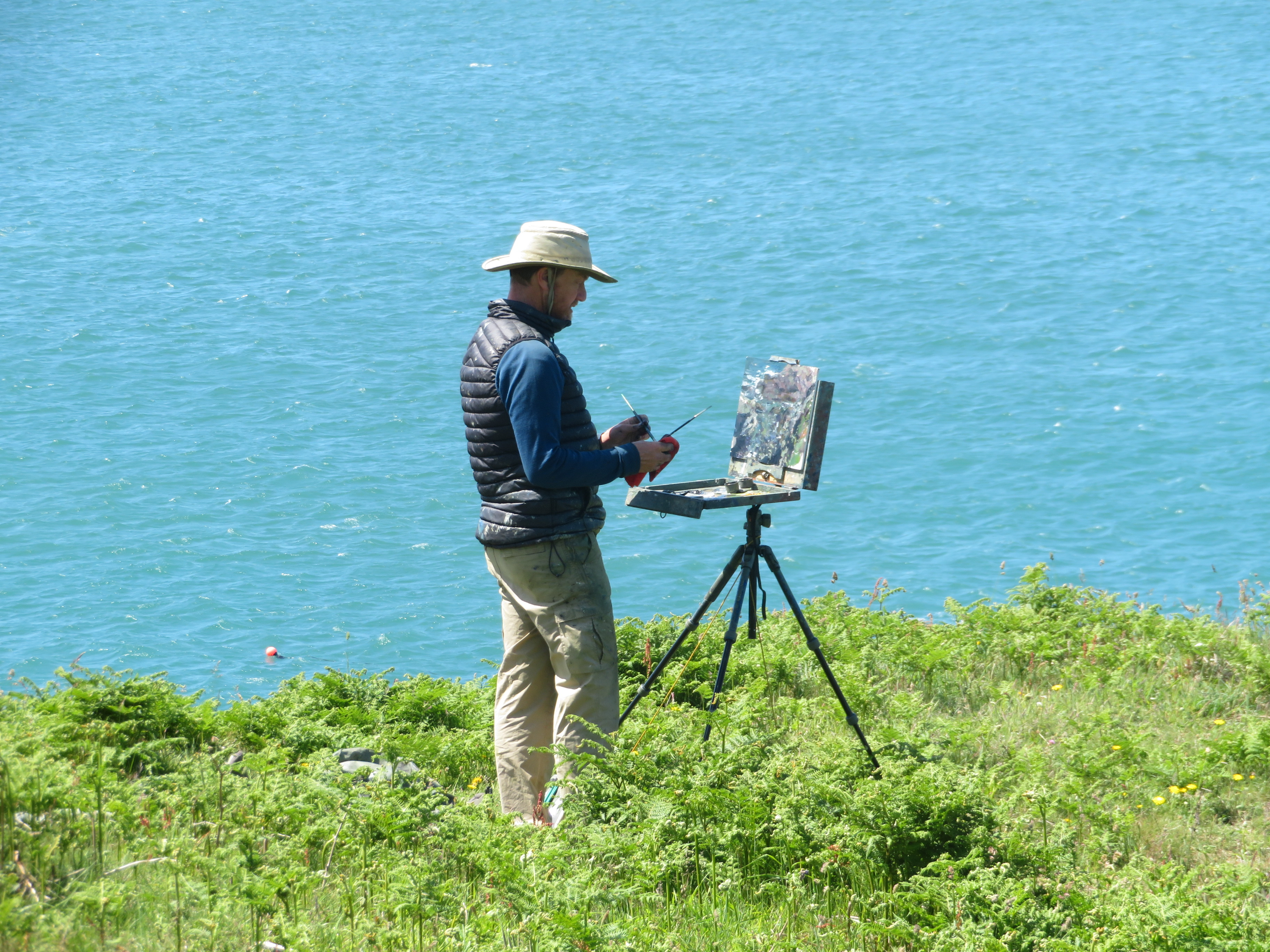
En konstnär i arbete.

En konstnär är en utövare av någon eller några av de skapande konsterna. Ofta syftar det främst på bildkonstnärer, ibland specifikt på dem som målar. Många konstnärer arbetar dock inom flera av konstens olika fält, exempelvis som tecknare, grafiker, fotograf, filmare, performancekonstnär, musiker eller skulptör. En del konstnärer arbetar med särskilda material som keramik, ädelmetaller eller textil.
Allkonstnär kallas en person som är verksam inom flera olika kulturfält samtidigt, till exempel som skådespelare, bildkonstnär och författare.

### Artiklar
- Serieskapare
- Konstnärsgrupp
- Konstnärskoloni
- Konstskola
- Historiemåleri
- Landskapsmåleri
- Konst

### Kategorier
- Kategori:Konstnärer
- Kategori:Målare
- Kategori:Tecknare
- Kategori:Grafiker
- Kategori:Fotografer
- Kategori:Skulptörer
- Kategori:Illustratörer
- Kategori:Keramiker
- Kategori:Textilkonstnärer